# Дереза Анатолій Федорович
Дереза Анатолій Федорович (1952) — український художник, член Національної спілки художників України, учасник міжнародних, всеукраїнських та обласних виставок, лауреат виставки-конкурсу «Донецьк і донеччани» (2003, 2008).

## Біографія
Народився 20 квітня 1952 року місті Горлівка, Сталінської області.
У 1979 році закінчив Харківський художньо-промисловий інститут, факультет «Інтерьер та обладнання» за фахом «Художник декоративного мистецтва». Викладачі: проф. Б.Косарев, А. Константинопольский, Е.Егоров, Б.Колісник, А.Пронін.
Член національної спілки художників України з 1900 року.
У 1980—1998 роках викладав у Донецькому державному художньому училищі.
З 1999 року викладає у Донбаській національній академії будівництва і архітектури. Доцент з 2000 року.
У 2001—2005 роках був головою правління Донецької обласної організації Національної спілки художників України.
Персональні виставки:
- 1990, 2002 — м. Київ;
- 1990, 1994, 1997, 2000, 2002, 2005, 2009 — м. Донецьк;
- 1991, 1996 — м. Горлівка, Донецька обл.;
- 1991 — м. Катовиці, Польща;
- 1991 — м. Ялта, Крим;
- 1993 — м. Бардіїв, Словаччина;
- 1993 — м. Бохум, Німеччина;
- 1998, 2013 — м. Артемівськ;
- 1998, 1999 — м. Оребро, Швеція;
- 1999 — м. Хевіз, Кестхелі, Угорщина;
- 2007 — Маріуполь;
- 2008, 2012 — Макіївка, Донецької обл.;
- 2003,2008 — Лауреат виставки-конкурсу «Донецьк та Донеччани»

## З творчого доробку
Працює у галузі монументального мистецтва, у різноманітних техніках та у різних жанрах станкового живопису.
Автор творів:
- серія вітражів «Коло життя» — «Колядки», «Веснянка», «Купальска ніч», «Обжинки», «Весілля», «Колискова». Мозаїки: «Сонце і море», «Рози та терикони» та інші.
- Розпис та мозаїки храму Петра і Павла у м. Донецьку
- мозаїки Свято-Михайлівського храму у м. Авдіївці.

Живопис: «Портрет народного майстра Виплавень П. М.», «Прохідники», «Багряна осінь», «Освячення Лаври», «Чорнобиль — трава гірка».

## Нагороди
Нагороджений листами подяки Комітету з питань культури і духовності Верховної Ради України, 2002 — листом подяки Кабінету Міністрів України.